# Carcharoda splendida
Carcharoda splendida är en fjärilsart som beskrevs av Rothschild 1924. Carcharoda splendida ingår i släktet Carcharoda och familjen nattflyn. Inga underarter finns listade i Catalogue of Life.